# Öster-Nytjärnarna
Öster-Nytjärnarna är en sjö i Ragunda kommun i Jämtland och ingår i Indalsälvens huvudavrinningsområde.